# Semn comemorativ victimelor fascismului (Colosova)
Semn comemorativ victimelor fascismului este un monument amplasat în Colosova, Unitățile Administrativ-Teritoriale din Stînga Nistrului, Republica Moldova. Este un monument istoric de importanță națională inclus în Registrul monumentelor Republicii Moldova ocrotite de stat cu nr. 492 (raionul Grigoriopol).